# Heinrich Brodda
Heinrich Brodda (9 de Maio de 1903 - 7 de Maio de 1943) foi um comandante de U-Boot que serviu na Kriegsmarine durante a Segunda Guerra Mundial.